# Митрополит дабробосански Сава
Митрополит дабробосански Сава (световно Сава Косановић; 27. јануар 1839 — 24. фебруар 1903) био је митрополит дабробосански, српски теолог и учитељ.

## Детињство и школовање
Сава Косановић је рођен 14/27. јануара 1839. године на празник Светог Саве. Рођен је у селу Миљанићима у Бањанима, у источној Херцеговини (данас Црна Гора), у имућној сељачкој породици од оца Кика и мајке Цвијете. Као дете остао је без оца који је погинуо у борби са Турцима, тако да је бригу око Саве преузела је мајка.
Мајка Цвијета је одвела Саву у манастир Житомислић код Мостара да би се тамо школовао. Он је ту изучио буквар, Часослов и Псалтир. По једном запису, Сава је у манастир Житомислић дошао када је имао седам година, дакле 1846. године. Из манастира Житомислића одлази у Мостар где је завршио српску основну школу и научио пекарски занат.

### Богословија
Из Мостара се враћа поново у манастир Житомислић са намером да се замонаши. Од монашења је одустао пошто је 1854. године из Сарајева добио писмо од Јована Стојаковића, свог бившег учитеља из Мостара. Стојаковић га је као учитељ добро познавао па је желео да му помогне у даљем школовању. Писао му је да извади крштеницу и да дође код њега у Сарајево. Намеравао је да га из Сарајева пошаље у Београдску богословију. Обрадован овим позивом, иако је лежао болестан, одмах је пошао по крштеницу у манастир Косијерево, недалеко од Билеће. Игуман Теодосије му је 7. јула 1854. године издао крштеницу. Манастир није имао мартикуле, а Саво није знао колико година има. Игуман је отприлике проценио да има 16 година и тако је уписао у крштеницу. Кад је стигао у Сарајево, није нашао учитеља Стојаковића јер су га турске власти протерале у Далмацију. Пре одласка у Далмацију Стојаковић је замолио учитеља Александра Шушкаловића да буде на услузи Косановићу, тако да је Шушкаловић 1856. године послао Саву у Београдску богословију са препоруком за митрополита Петра Јовановића и тадашњег начелника Министарства просвете Љубу Ненадовића. У Београду је уписао богословију коју је завршио 1860. године са врло добрим успехом. За време школовања у Београду, Сава Косановић је успоставио везе са митрополитом Михаилом, које је и касније одржавао. Пред завршетак богословије писао је проти Ђорђу Николајевићу, професору Богословског училишта у Задру, да му помогне да у Новом Саду или Пешти учи немачки језик, али му се ова жеља није испунила. Уместо Новог Сада или Пеште, на позив Николајевића, нашао се у Задру. Имао је препоруку за упис у Задарску богословију, где је намеравао да учи немачки и италијански језик, али су то спречиле власти.

## Учитељ и свештеник
Пошто није успео да настави са даљим школовањем Косановић се поново враћа у Мостар, где октобра 1860. године прихвата дужност учитеља у српској основној школи. Ускоро се оженио из породице Гатало. Следеће школске 1861/62. године био је учитељ у мушкој основној школи у Сарајеву. Потом се вратио у Мостар, где је остао четири године.
Митрополит дабробосански Игњатије рукоположио је Саву Косановића 1862. године у Сарајеву за ђакона, а 1863. у Мостару за презвитера. У ово време задесила га је породична трагедија. Умрли су му супруга, кћерка и син. После ове породичне трагедије одлази 1866. године за стално у Сарајево. Његов рад у Сарајеву може се поделити на неколико периода и то: учитељ од 1866. до 1872. године; управитељ мушких школа и катихета у реалки од 1874. до 1879; вероучитељ у српској гимназији од 1879. до 1880. и митрополит дабробосански од 1881. до 1885. године.
Као свештеник и вероучитељ у Сарајеву, Сава Косановић се истицао пригодним беседама у цркви и школи.

## Монашење
Сава Косановић се замонашио 19. јуна 1872. године у Сарајеву. Исте године на Илиндан, приликом освећења Нове цркве у Сарајеву, митрополит Пајсије поставио га је за архимандрита. Том приликом је нови архимандрит изговорио свечану беседу.
У јесен 1872. године архимандрит Сава је путовао по Русији са дозволом руског цара Александра II и благословом руског Светог синода ради прикупљања прилога за довршење Саборне цркве у Сарајеву и отплату дугова. Понео је и део моштију Свете Текле и објавио је њено житије на руском језику. Прикупио је позамашну своту новца, књига, одежди и црквених предмета.
За време боравка у Петрограду срео се са руским послаником у Цариграду, генералом Николајем Павловичем Игњатијевим, и замолио га да се на Порти заузме за ослобођење десетак ухапшених угледних сарајевских трговаца, за више бегунаца који су у Бечу чекали амнестију и за тројицу Херцеговаца који су протерани у Африку. Захваљујући свесрдном заузимању Игњатијева, молба архимандрита Саве је услишена. Време у Русији од годину и по дана искористио је да посети Српско подворје у Москви, које је основано на иницијативу митрополита Михаила Јовановића.
По повратку у Сарајево архимандрит Сава Косановић је постављен за надзорника српских школа и за вероучитеља у Сарајевској реалки. Ове дужности је вршио од 1874. до 1879. године.
Из сачуване Косановићеве преписке се види да је у јануару 1877. године писао Српској православној општини и Одбору српско-православних народних школа и тражио разрешење од свештеничке и вероучитељске дужности због слабог здравља, али је поменуо и да је окружен нездравом друштвеном атмосфером и неповољним околностима. Одговор Српске православне општине није познат, али из онога што следи може се претпоставити да је био негативан. Одбор српско-православних народних школа није уважио оставку, па је архимандрит Сава наставио да врши своје дотадашње дужности у Сарајеву.
Сава Косановић је имао велики углед у српском народу због свог националног рада, али је због тога и сметао турским и аустроугарским (од Берлинског конгреса 1878) окупационим властима. Одлуку Берлинског конгреса да Аустроугарска окупира Босну и Херцеговину покушало је да спречи муслиманско становништво предвођено пљеваљским муфтијом Мехмед Вехби Шемсекадићем. Побуну у Сарајеву је предводио Хаџи-Лоја. Сарајевски Срби нису дали значајнију подршку муслиманима, мада је архимандрит Сава Косановић на челу српске омладине учествовао у тим догађајима. Он те догађаје није могао да избегне, али се држао опрезно, и поред тога што су муслимани рачунали на његово укључивање у провизорну „народну владу”, која је водила безуспешну одбрану Сарајева од аустроугарске војске.
Под окупационим аустроугарским властима архимандрит Сава је наставио да брани црквене и националне интересе српског народа. Чим су се окупационе власти учврстиле, оне су настојале да Српску православну цркву у Босни, као и Херцеговини издвоје из јурисдикције Цариградске патријаршије и потчине јурисдикцији Карловачке патријаршије. Са тим се сложио митрополит дабробосански Антим, јер је био у немилости код цариградског патријарха због неисплаћених дугова. Против овог плана окупационих власти биле су црквене општине и свештенство, посебно архимандрит Сава.
Сарајевска српска православна општина је на седници од 28. октобра 1878. године донела одлуку да се Српска православна црква у Босни и Херцеговини не издваја из јурисдикције Цариградске патријаршије. Да би осујетила план окупационих власти и митрополита Антима, општина је у договору са осталим општинама из Дабробосанске митрополије упутила молбу цариградском патријарху да архимандрита Косановића хиротонише за епископа и постави га за викара митрополиту Антиму. Цариградски патријарх је прихватио овај предлог, са чим је био сагласан и митрополит српски Михаило Јовановић. Патријарх је преко митрополита Михаила о томе обавестио архимандрита Саву.
Косановић је пристао да буде хиротонисан за епископа, али су га окупационе власти спречиле да оде у Цариград на посвећење. Прећено му је да, ако и буде посвећен, власти то неће признати. О овоме је Косановић обавестио цариградског патријарха. Пошто му није омогућено да оде у Цариград, власти су му два пута нудиле да оде у Сремске Карловце на хиротонију, што је он одбио. Због свега што му се дешавало Косановић је донео одлуку да напусти Сарајево и да оде у Србију, али је ипак остао у Сарајеву. Окупационе власти су га 1879. године одредиле, као члана делегације из Босне и Херцеговине, за одлазак у Беч да честита двадесет пету годишњицу брака цару Јосифу I и царици Јелисавети. У Бечу се делегација срела са ђаковачким бискупом Јосипом Јурајем Штросмајером. Приликом ових свечаности у Бечу сви чланови делегације су добили одликовања. Архимандрит Сава је одликован Орденом Франца Јосифа I трећег реда.

## Митрополит
Пошто окупационим властима није пошло за руком да Српску православну цркву у Босни и Херцеговини потчине под јурисдикцију Карловачке патријаршије, Двор је са Цариградском патријаршијом 1880. године склопио конкордат. Према конкордату, владар је именовао митрополите на упражњене столице у Сарајеву, Мостару и Тузли, а могао је и да их отпусти по претходној дозволи Цариградске патријаршије. После именовања епископа од Двора вршен је избор у Синоду Цариградске патријаршије, а потом хиротонија по канонима Православне цркве. На крају је вршено устоличење у присуству изасланика Двора. Хиротонисани епископи су били дужни да на богослужењима помињу име цариградског патријарха. У конкордату није била одредба да будући епископи морају бити рођени у Босни и Херцеговини. Двор се обавезао да исплаћује годишње 58.000 гроша Цариградској патријаршији као и плате епископима у Босни и Херцеговини. Користећи се одлукама конкордата, Аустроугарска је почела да замењује грчке епископе Србима. Пензионисан је митрополит дабробосански Антим. После пензионисања живео је у Бечу, где је и умро.
Уместо пензионисаног митрополита Антима изабран је архимандрит Сава Косановић. Он је био први Србин на постољу сарајевских митрополита после укидања Пећке патријаршије 1766. године. Цариградски патријарх Јоаким III са Светим синодом изабрао је Косановића за дабробосанског митрополита 13. новембра 1880. године. Избор је указом потврдио аустријски цар Франц Јосиф I дана 20. децембра 1880. године. После вести које су се појавиле у неким листовима да је Косановић изабран за митрополита, то је телеграмом Сарајевској српској православној општини потврдио патријарх Јоаким III. У телеграму се каже да је „Свети Синод изабрао њезина архимандрита за дабробосанског митрополита, надајући се да ће општина тијем избором без сумње бити задовољна, те јој уједно честита ту срећу”.
Пошто је био свестан велике одговорности ако се прихвати митрополитског достојанства, Косановић је тражио мишљење митрополита српског Михаила, Сарајевске српске православне општине, Никодима Милаша, професора Задарске богословије, и народа. Добивши од свих потврдан одговор прихватио је овај положај. Међутим, сада су отворена питања када ће бити хиротонија, ко ће га хиротонисати и где. Власти су вршиле притисак на Косановића да га хиротонишу епископи Карловачке патријаршије, што је он одбио. Патријарх Јоаким III је желео да се хиротонија обави у Цариграду, али су против тога биле окупационе власти. На крају је договорено да се хиротонија изврши у Сарајеву и да у њој учествују: рашко-призренски митрополит Мелентије, као изасланик цариградског патријарха, захумско-херцеговачки митрополит Игњатије, бококоторски епископ Герасим Петрановић и пензионисани дабробосански митрополит Антим. Пошто је Косановић положио заклетву пред царем у Бечу 21. марта 1881. године, заказана је хиротонија за 29. март исте године. Датум хиротоније је мењан више пута. До овог датума у Сарајево су стигли сви епископи одређени да учествују у хиротонији. Приређен им је величанствен дочек, посебно митрополиту рашко-призренском Мелентију, као патријарховом изасланику.
Поред поменутих епископа хиротонији су као гости присуствовали: прота Гаврило Русовић и јеромонах Макарије из Котора, протосинђел Венијамин Николиновић, представник Јерусалимске патријаршије у Босни, игуман Гедеон из манастира Милешеве, прота Вукола Госпић из Пљеваља, прота Серафим Марковић из Маглаја, прота Атанасије из Чајнича, поп Ристо Михајловић из Новог Пазара и прота Стефан Баковић из Сарајева.
Избору архимандрита Косановића за архиепископа сарајевског и митрополита дабробосанског и егзарха целе Далмације обрадовали су се и сарајевски муслимани који су га познавали. Штампа је забележила да је ту радост, у поздравном говору на свечаном банкету после хиротоније, 10. априла 1881. године, у име муслимана изразио Мехмед-бег Капетановић.
За време свога кратког управљања Сарајевском митрополијом митрополит Сава Косановић је радио на обнављању и подизању цркава и манастира. Неке новоподигнуте цркве и обновљени манастири које је осветио митрополит Косановић су: Црква Светог Илије на Сокоцу, 1. августа 1881; кућа претворена у цркву у Бусовачи, 15. августа 1882; обновљени манастир Моштаница, 15. августа 1883; обновљени манастир Рмањ, 19. августа 1883. године.
Да би се одупро унијаћењу од стране аустроугарске власти, радио је на обнављању свештеничког кадра. Према рукописном каталогу свештеника Дабробосанске митрополије, који се чува у Архиви митрополије, рукоположио је око 33 свештеника.
Септембра 1882. године, митрополит Косановић је у саставу депутације путовао у Трст да поздрави цара Фрању Јосифа I и царицу Јелисавету приликом њихове посете великој земаљској изложби. На повратку посетио је Бању Луку са околином. Задржавши се неколико дана служио је архијерејске Литургије, поучавао народ и рукоположио неколико кандидата у свештенички чин.
Заузимањем митрополита Саве основана је 1882. године Конзисторија (духовни суд) и отворена Богословија у Сарајеву. Он је још 1879. године покренуо питање отварања богословског училишта у Сарајеву, јер без уређене богословске школе није се могао обнављати свештенички кадар. Власт је одуговлачила са давањем дозволе да се школа отвори, па је Косановић, када је постао митрополит, наставио још снажније да се бори за отварање богословије. Његова упорност се исплатила. Цар је 19. октобра 1882. године дозволио „да се за васпитање источно-православног свештенства за епархију сарајевску, зворничку и мостарску богословија устроји”. Богословија је свечано отворена 30. октобра 1882. године у приватној кући Стјепа Сршкића у Ђемалуша улици у Сарајеву. Први ректор Сарајевске богословије био је архимандрит Георгије Николајевић, који је предавао црквенословенски језик.
Године 1884. Косановић је посетио је Вишеград и манастир Добрун, на празник Светог цара Константина и царице Јелене. Тада је покренуо акцију за обнављање манастира, који су Турци запалили још 1875. године.

## Сукоб са властима и Римокатоличком црквом
Рад митрополита Косановића је био под сталном присмотром власти, која је пратила сваки његов корак и бележила сваку његову реч. На његове жалбе против неправди и неправилности, које је износио и достављао, влада се није много обазирала, препуштајући својим органима да и даље раде према утврђеном плану.
Време у коме је делао митрополит Косановић, било је за Србе изузетно тешко. Најтеже је било насилно унијаћење. Владин саветник гроф Мирошевски (католички свештеник) нудио је чак и митрополиту да пређе на унију. Од власти су му упућиване отворене претње. Забрањиване су српске школе и употреба ћирилице, настојало се да се богослужбене књиге донете из Русије замене оним штампаним у Монархији. Пошто окупационе власти нису хтеле да заштите српски народ од насртаја сарајевског надбискупа Штадлера и мостарског бискупа Буцоњића, митрополит Косановић је дошао у сукоб са властима. Сукоб је нарочито заоштрен од 26. априла 1883. године, када је митрополит Косановић упутио Окружницу свештеницима Дабробосанске митрополије, којом од њих захтева да буду одлучни бранитељи своје угрожене православне вере. По објављивању Окружнице у неким српским и хрватским римокатоличким листовима, „Отвореним писмом” митрополиту Косановићу оштро су реаговали надбискуп Јосип Штадлер и бискуп Буцоњић. Министар Бенјамин Калај забранио је да се објави одговор митрополита Косановића на „Отворено писмо”. Одговор је уништен, али неки примерци су сачувани и објављени.

## Оставка
Римокатоличка пропаганда, потпомогнута окупационим властима, није бирала средства у борби против православља. Последица тог сукоба била је његова оставка. Прве вести у штампи о оставци митрополита Косановића појавиле су се маја 1884. године. Од најаве његове оставке па до стварног подношења оставке прошло је годину дана. Оставку цариградском патријарху Јоакиму IV поднео је 14. јуна 1885. године. У оставци је молио патријарха да му се дозволи да остатак свога живота проведе у Сарајеву, као приватно лице које се неће ни у шта мешати. Накнадно је о оставци обавестио владу и народ. Народ је био изненађен овом вешћу. Око 170 угледних грађана саставило је телеграм у коме моли цариградског патријарха да оставку не уважи. Међутим, власти нису дозволиле да се телеграм пошаље. Знајући зашто је митрополит Сава поднео оставку, патријарх је није прихватио. Пошто је ова вест стигла до митрополита Саве, он је телеграмом обавестио патријарха да ће по његовој жељи још неко време остати на трону дабробосанских митрополита.
Васељенски патријарх је под притиском аустроугарског двора касније уважио оставку митрополиту Косановићу. Оставку је потписао 10. септембра 1885. године. О овоме је обавештен митрополит Косановић 15. септембра исте године. Митрополит је сутрадан о усвојеној оставци обавестио Сарајевску српску општину. Вест да је оставка уважена узнемирила је православно становништво у Сарајеву. Двадесет четири најугледније личности написале су телеграм цару Фрањи Јосифу I у коме га моле да митрополита Саву задржи на трону сарајевских митрополита. Митрополит Косановић је био пензионисан са 3.000 форинти годишње. За администратора је до избора новог митрополита именован архимандрит Георгије Николајевић. Декретом Земаљске владе у Сарајеву од 9. октобра 1885. године као место боравка митрополиту Косановићу је одређен Беч. Сатирично-хумористички лист „Врач погађач“ је владику вршачког Змејановића представљао као човека који својим амбицијама руши српске родољубиве црквене великодостојнике. Тако га је оптужио и за демисију владике Косановића.

## Прогонство
После пензионисања и повлачења са трона митрополита Косановића, влада му није дозволила да остатак свог живота проведе на свом имању. У томе је нарочито неумољив био министар финансија Калај. Пошто је одслужио опроштајну службу у Старој сарајевској цркви и опростио се од присутног народа, који је испунио цркву и порту, напустио је Босну и отпутовао у Цариград, где је остао неко време. Из преписке са његовим наследником митрополитом Георгијем Николајевићем видимо да је васељенском патријарху и усмено објаснио разлоге своје оставке. Интересантно је да је и патријарх писао властима у Бечу да се Косановићу дозволи да се настани у Сарајеву, што није уважено. При оваквим молбама напомињано је да је Косановићева обавеза да се настани у Бечу, у противном биће му ускраћена пензија. На овоме је инсистирано, јер у Бечу је најлакше могло да се мотри на Косановића. Из Цариграда је Косановић отишао у Јерусалим, где је остао од 12. децембра 1885. до краја априла 1886. године. Из Јерусалима се вратио у Цариград, где се задржао недељу дана, а одавде је отишао у Свету гору. Из Свете горе поново се вратио у Цариград. Аустроугарски посланик у Цариграду поново га је подсетио да му је Беч одређен за место сталног боравка. Тешка срца Косановић је најзад отишао у Беч.
Митрополит Косановић је тешко подносио туђину, а Беч поготову. Побољевао је од астме, па је чешће напуштао хладни Беч и лечио се по аустријским бањама. Користио је сваку прилику да негде отпутује. Тако је 1887. године провео на путу шест месеци. Овом приликом је посетио патријарха Александријског Софронија, чији је био гост, Каиро и манастире на Синајској Гори. Из Каира, преко Александрије и Атине, вратио се у Беч, где је стигао априла 1888. године.
Због болести митрополит Косановић је молио бечке власти да му дозволе да наредну зиму проведе у благим египатским пределима. Пошто је добио дозволу кренуо је крајем децембра 1888. године из Беча и преко Београда стигао у Солун. Аустријска посланства, конзулати и агенције добили су упутства да прате Косановићево кретање и да о томе достављају извештаје. Са свих станица где се задржавао слати су исцрпни извештаји министру иностраних послова. И поред праћења, агенти нису могли да предвиде да ће митрополит Косановић из Грчке отићи у Црну Гору. Наиме, Косановић се из Солуна јавио кнезу Николи с којим је одржавао везе још од 1886. године. Уместо да отпутује у Палестину он је под именом Дионисије Николић отпутовао у Црну Гору. У Бар је приспео 29. децембра 1888. године. Из Бара је отишао на Цетиње, где га је примио митрополит Митрофан Бан. Он му је указивао посебну пажњу до краја његовог живота.
Косановић се за стално настанио у Улцињу, где је купио кућу на самој морској обали. Међутим, из штампе се види да је често путовао по Црној Гори и да је учествовао у свим важним догађајима. Путовао је и изван граница Црне Горе. Године 1892. године боравио је у Цариграду. По мишљењу историчара желео је да скрене пажњу на себе, јер је призренска митрополија била упражњена. Том приликом посетио је острво Халку, где се због болести задржао неко време. Поред Цариграда посетио је још Каиро и Јерусалим, а потом се вратио у Црну Гору.
Постојала је могућност да Косановић 1893. године постане митрополит у Скопљу. Ту могућност наговестио је Цариградски патријарх. Кад је то дознао Калај, затражио је од министра иностраних послова и посланика у Цариграду да то онемогуће свим средствима. Изгледа да се митрополит Косановић није нарочито ни борио за тај избор, јер је био свестан околности и свога здравственог стања.
Једно од најзанимљивијих дела Саве Косановића је биографска прича "Из младих дана" - помени из манастира Житомислића 1849. године, и прати учитеља Димитрију Мојовића Зумбула и шесторицу његових ђака монаха. Прича је објављивана у деловима у часопису Босанска вила.
Године 1896. умро је у Сарајеву митрополит дабробосански Георгије Николајевић, наследник митрополита Косановића. Међу многобројним телеграмима саучешћа Конзисторији у Сарајеву стигао је из Улциња и кратак телеграм митрополита Косановића у коме стоји: „Примите моје искрено сажаљење у губитку доброга митрополита Николајевића. Бог му душу помиловао.”.
Митрополит Косановић је 1897. године, поред домаћина митрополита Митрофана Бана, у Цетињу дочекао српског краља Александра Обреновића. Краљ је посебну пажњу указао митрополиту Косановићу и одликовао га Орденом Светог Саве првог степена. Иста одликовања су добили митрополит Митрофан Бан, архибискуп барски Милиновић и песник Јован Сундечић.
Митрополит Косановић је у Црној Гори често служио. Има доста кратких информација у штампи у којима се саопштава да је служио заједно са домаћином митрополитом Митрофаном Баном. Један такав случај, коме је посвећено више места у штампи, јесте освећење цркве Светог Василија Острошког у Никшићу 28. августа 1900. године. Ова црква је задужбина кнеза Николе Петровића. Осветили су је митрополити Митрофан Бан и Сава Косановић уз саслужење више свештеника. Том приликом митрополит Косановић је приложио цркви седам кандила, које је израдио сарајевски златар Мића Авдаловић. На освећењу су поред кнеза Николе и књегиње Милене били кнез Мирко, кнез Петар Карађорђевић са синовима Ђорђем и Александром.
Иако је живео изван Босне, митрополит Косановић је пратио шта се тамо догађа. Када је год тражена помоћ за подизање споменика некој значајној српској личности или оснивано неко српско друштво, он је био међу првим приложницима. Када је 1902. године у Сарајеву основано друштво „Просвјета” које је имало за циљ да помаже Србе ђаке у средњим и високим школама, Митрополит је друштво материјално помогао.
И поред многобројних личних проблема налазио је времена да се бави научно-истраживачким радом. Своје радове објављивао је у „Јавору“, „Источнику“, „Гласнику српског ученог друштва“, листу „Словинац“, и „Босанској вили“. Неке радове објављивао под псеудонимом, да би избегао неугодности од аустријских власти. Значајни су његови описи старих ћириличких књига и рукописа. Објављивао је натписе са старих надгробних споменика као и записе са старих књига. Публиковао је путописе: „Пут на Синај“; успомене: „Помени из манастира Житомислића“; мемоарски текст: „Из мемоара Протопоп Недељка“; чланке: „О богумилима”, „Пропаст манастира Бање”, „О босанским архијерејима”, о епархијама: Дабробосанској и Захумско-Херцеговачкој. Његова песма „На Јордану”, певана је уз гусле, што говори о његовој популарности у народу. Богословски радови митрополита Косановића малобројни. У богословске радове спадају: „Кратки животопис Свете првомученице и равноапостолне Текле”; „О појасу Свете Богородице” и „Оглас са двери”.
Митрополиту Косановићу су одата признања за његов рад самим тим што је био члан Српског ученог друштва, Српске краљевске академије, почасни члан Свесловенског добротворног комитета у Петрограду, Антрополошког друштва у Бечу, Књижевног одбора Матице српске, редовни члан Одбора музејског друштва у Сарајеву и дописни члан Царског и краљевског повјеренства за уметничко-историјске споменике у Бечу.

## Смрт
Сава Косановић је преминуо у уторак 24. фебруара 1903. године у својој кући у Улцињу. Сахрањен је 26. фебруара у цркви Светог Николе у Улцињу. Опело је служио митрополит Цетињски Митрофан Бан уз саслужење пет свештеника и протођакона Радичевића. Новине су забележиле да је на спроводу било много муслимана и римокатоличких свештеника. Архибискуп Барски послао је свог изасланика. Од блаженопочившег митрополита Косановића опростио се дирљивим говором митрополит Митрофан Бан. Поштујући његову жељу да буде сахрањен у завичају, посмртни остаци митрополита Саве Косановића пренијети су на Старо гробље у Никшићу. Тијело је почивало у Улцињу пуних 100 година, до 2003., а данас су кости у новом гробу, поред цркве светих апостола Петра и Павла.
Поводом смрти митрополита Косановића у многим листовима су објављени некролози. У њима су поред основних биографских података истакнуте заслуге митрополита Косановића на црквеном, националном и просветном пољу. У неким некролозима, какав је некролог који је објавио познати свештеник и историчар Димитрије Руварац, изнете су и неке мање замерке Косановићу.
Од митрополита Косановића је сачуван жезал у Старој сарајевској цркви, сребрна чаша на Цетињу и један штап у манастиру Острогу на коме пише: „Штап је дрво са ријеке Јордана, држаљка грана мавријског дуба, подарен митрополиту Сави од игумана Св. Саве Освећеног у Палестини 1885. године.”
У историји, Сава Косановић је остао запамћен по великом националном, верском и културном прегалаштву у доба када је петвековно турско ропство заменила аустроугарска окупациона влас. Тешка борба против прозелитизма Римокатоличке цркве, уније и асимилационе политике окупаторске власти, резултовала је немогућношћу дужег останка митрополита Саве Косановића на месту митрополита Дабробосанских.

## Дела
- Из мемоара протопоп Недељка
- Како босанско-херцеговачка влада "беспристрасно" потпомаже православну цркву
- Из српске прошлости (чланак) 1880
- Листак крупне турске глобе у Босни (чланак) 1880
- Бесједа Саве Косановића и митрополита сарајевског (1881)
- Пут на Синај (1888)
- Двије речи на Руварчеву књигу (1899)
- Крстом и пером - сабрани списи (2019) Беране, Епархија будимљанско-никшићка, Београд, Институт за теолошка истраживања

## Галерија
- Стари гроб у Улцињу 2015., поред цркве Светог Николе
- Надгробна плоча на старом гробу у Улцињу 2015.
- Нови гроб митрополита у Никшићу, 2022.